# Nação Iracema
A Associação Cultural e Educacional Afro Brasileira Maracatu Nação Iracema (Nação Iracema) é uma associação cultural de cunho carnavalesco participando do desfile de maracatu de Fortaleza. Sua fundação ocorreu no dia 13 de maio de 2002.

## História
A caminhada do grupo veio desde o ano de 1982. Ele surge das reflexões e práticas da participação dos militantes da Pastoral Afro da Paróquia de São Pedro e São Paulo e do Centro de Defesa da Vida e Resgate da Cultura Negra no Ceará – Abógun Bólu e até de simpatizantes do Movimento Negro de outros grupos e maracatus que ao longo dos anos iniciaram nos encontros desses movimentos sociais.
A partir de um processo de discussão iniciado pela teóloga e filósofa Maria Lúcia Simão Pereira (fundadora do movimento negro no Ceará) levantou-se mais uma vez a possibilidade de tecer uma "práxis" social onde a visibilidade para os afros descendentes fosse construída. Através do Jornalista Paulo Tadeu Sampaio de Oliveira (folclorista, pesquisador sobre maracatu e um dos fundadores do Maracatu Vozes D’África) que com sua experiência subsidia e apoia a fundação da Associação Nação Iracema. 
Outros membros do movimento negro no Ceará foi incorporado nessa teia da prática social como fontes primeiras e impactantes e essenciais como o professor, historiador, pesquisador e escritor William Augusto Pereira, a assistente social e agente pastoral Josélia de Sousa da Silva, a pedagoga Maria Cleide Simão Freire, a coreógrafa Joelma Maria Sousa da Silva, a estudante Cláudia Fortunato Carneiro.
E no ano de 2002, nos 20 anos de Movimento Negro no Ceará, resolve-se no dia 13 de maio de 2002, no dia do maracatu  fundar o Maracatu Nação Iracema. Criou-se a partir daí: o grupo  Tambores de Abógun; O grupo de dança Abógun Bólu; Grupo de Poetas negros do Ceará; O Centro de Defesa da Vida e resgate da Cultura Negra no Ceará; Cursos de Construção de Tambores e confecção de figurinos; cursos de cidadania e empreendedorismo e desfile do maracatu no carnaval.
Foi o 3º colocado em 2013, o 5º colocado em 2014, e 6º colocado em 2015.
Em 2016, obteve a 8ª colocação no Carnaval de Fortaleza.